# Trullo

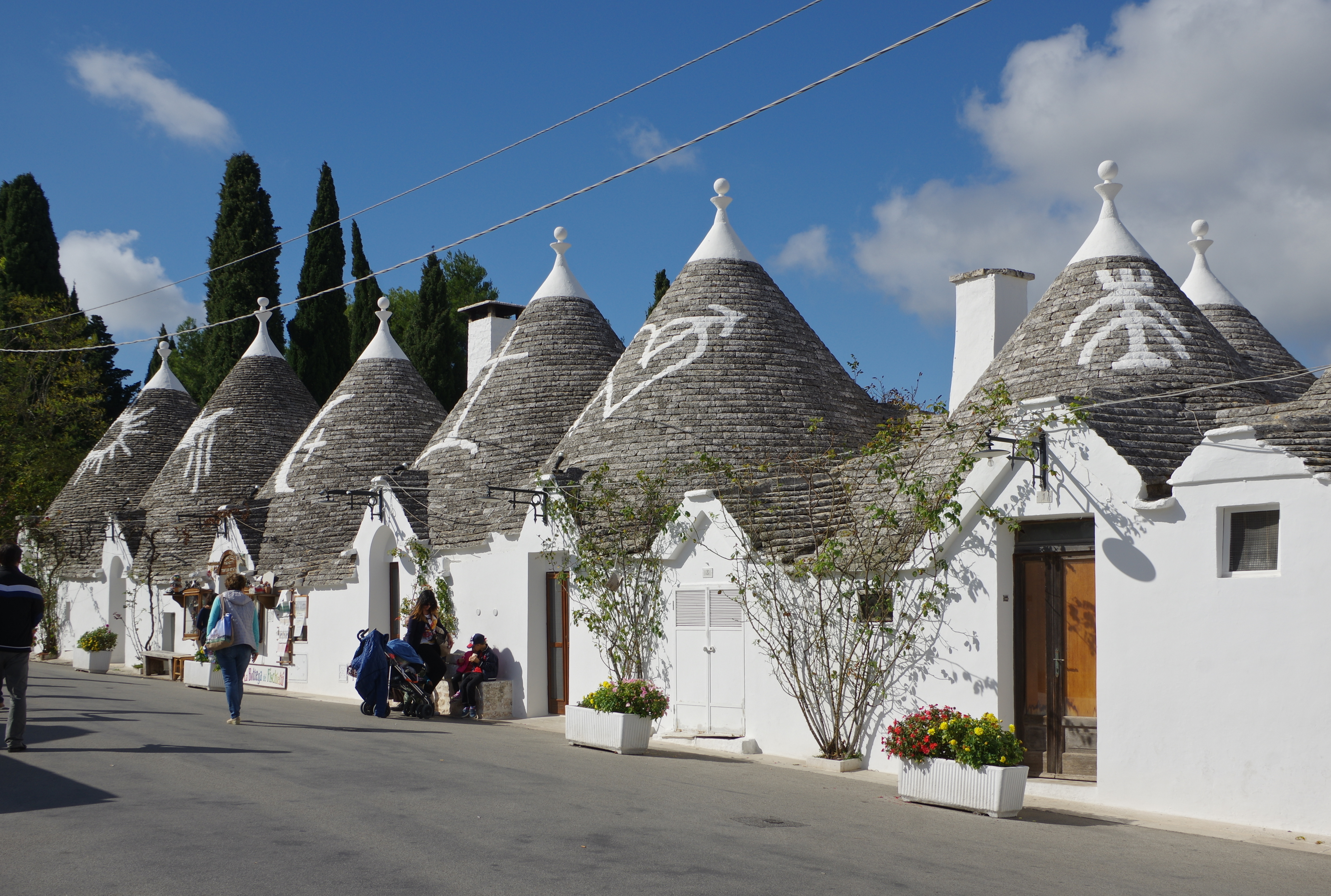
Rad av trullohus på Monte Perticagatan i Alberobello, Bari-provinsen.

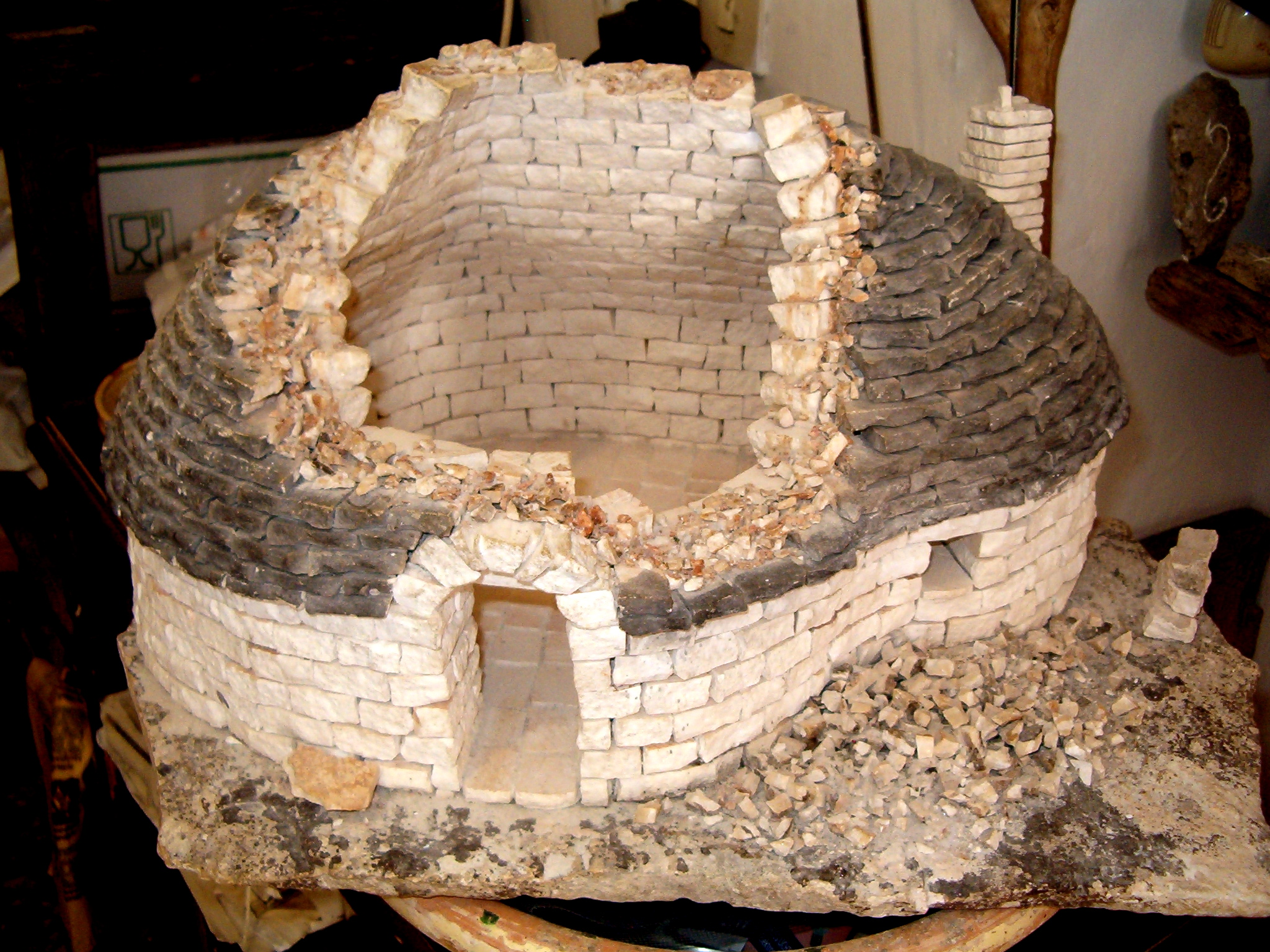
Modell som visar den typiska konstruktionstekniken av en trullo i Alberobello. Hålrummet mellan insidans väggdel och det yttre höljet av stenplattor eller chiancharelle fylls med stenskärvor. Valvet är uppbyggt av kilformad sten.

Trullo (plur. trulli) är runda stenhus med kägelformat tak, som förr var vanliga bostäder bland lantbefolkningen i träfattiga trakter i Medelhavsländerna, framför allt i den italienska provinsen Apulien, där många människor fortfarande bor i sådana. Husen är svala och ganska komfortabla. Staden Alberobello och en del byar i trakterna av Bari består till stor del av trulli.

## Historik
Det finns många teorier bakom ursprunget till husen utformning. En av de mer populära teorierna är att på grund av höga skatter på egendom, skapade folket i Apulien väggkonstruktioner som de lätt kunde demontera när inspektörerna var i området.
I tillgängliga historiska dokument från mitten av 1300-talet till slutet av 1500-talet, anges området i Alberobello mestadels som en Selva (dvs "skog") och ibland som ett land där betande djur saknades. Bevis saknas dock för att det fanns bostäder i området före 1600-talet.
Teckningar av territoriet i Mottala av Donato Gallerano 1704 visar att det fanns en kärna av trulli i mitten av en stor skog, som utgör den inledande bebyggelsen av Arborebello.
I en geografisk karta ritad av Giovanni Antonio Rizzi Zannoni 1808, kan man se selva kring Alberobello och mitt i den, en uthuggning med bebyggelse av spridda hus som har en slående likhet med dagens urbana mönster.
År 1897 finns på ett fotografi av Rione Monti (distriktet i Mounts), trulli betydligt mindre tätt packade än i dag, och omgivna av slutna trädgårdar. Urbana trulli som fortfarande är bevarade i Alberobello är från 1700-, 1800- och 1900-talen. Efter att ha genomgått en process av förtätning under de första decennierna av 1900-talet började trullobosättningarna att avfolkas och överges under andra halvan av 1900-talet.
Landsbygdstrulli på billigare mark, upphörde att byggas när kostnaden för arbetskraft började stiga på 1900-talet. Blotta kostnaden för att hantera de stora materialmängder som är nödvändiga för ett enda hus blev oöverstigliga.

## Utformning
Trullo är i huvudsak en lantlig byggnadstyp. Med sina tjocka väggar och dess oförmåga att bilda strukturer med flera våningar är det slöseri med markutrymme och följaktligen dåligt anpassade till tätbebyggelse. Men byggd av små stenar, har den en flexibilitet och anpassningsbar form som är mycket användbar i trånga stadsmiljöer.
På landsbygden byggdes trullokupoler var för sig eller i grupper på upp till fem, eller ibland i stora gårdskluster med ett till två dussin, men aldrig för boende för mer än en enda landsbygdsfamilj.

### Allmänna källor
- Bra Böckers lexikon, 1980.